# كل مازادب نة بير (بهمئي غرمسيري الشمالي)
كل مازادب نة بیر (بالفارسية: کل مازادب نه‌پیر) هي قرية تقع في إيران في قسم بهمئي غرمسیري الشمالي الريفي. يقدر عدد سكانها بـ 72 نسمة .